# Зете, Курт
Курт Зе́те (нем. Kurt Heinrich Sethe; 30 июня 1869, Берлин — 6 июля 1934, Берлин) — видный немецкий египтолог и филолог, ученик патриарха и основателя берлинской египтологической школы Адольфа Эрмана. За время многочисленных путешествий в Египет собрал значительную коллекцию египетских текстов. Издавал периодический каталог египетской литературы «Отчёты египетских древностей».
Отмечая значительный вклад в египтологию и египетский язык, его ученик Алан Гардинер особо подчёркивал вклад Курта Зете в произношение и важнейшую работу о глаголах египетского языка, озаглавленную Die Vokalisation des Ägyptischen in Zeitschrift der deutschen morgenländischen Gesellschaft (1923). Фактически Курт Зете был первым исследователем египетских глаголов. Тема была очень тяжёлой для учёных, потому что времена глаголов в древнеегипетском языке менялись заменой гласных, а гласные при письме не записывались.
Среди студентов Курта Зете были такие известные впоследствии египтологи Алан Гардинер и Ханс Полоцкий. Антология Курта Зете Aegyptische Lesestuecke до сих пор является основным пособием для начинающих изучать древнеегипетский язык. Курт Зете издал также коллекцию древнеегипетской эпиграфики под названием Urkunden der Aegyptologie.

## Сочинения
- Sethe, Kurt 1902. Das aegyptische verbum im altaegyptischen, neuaegyptischen und koptischen. Leipzig: J. C. Hinrichs.
- Sethe, Kurt. Die Einsetzung des Veziers unter der 18. Dynastie. — Berlin: Weidmannsche Buchhandlung, 1911.